# Sjangeli

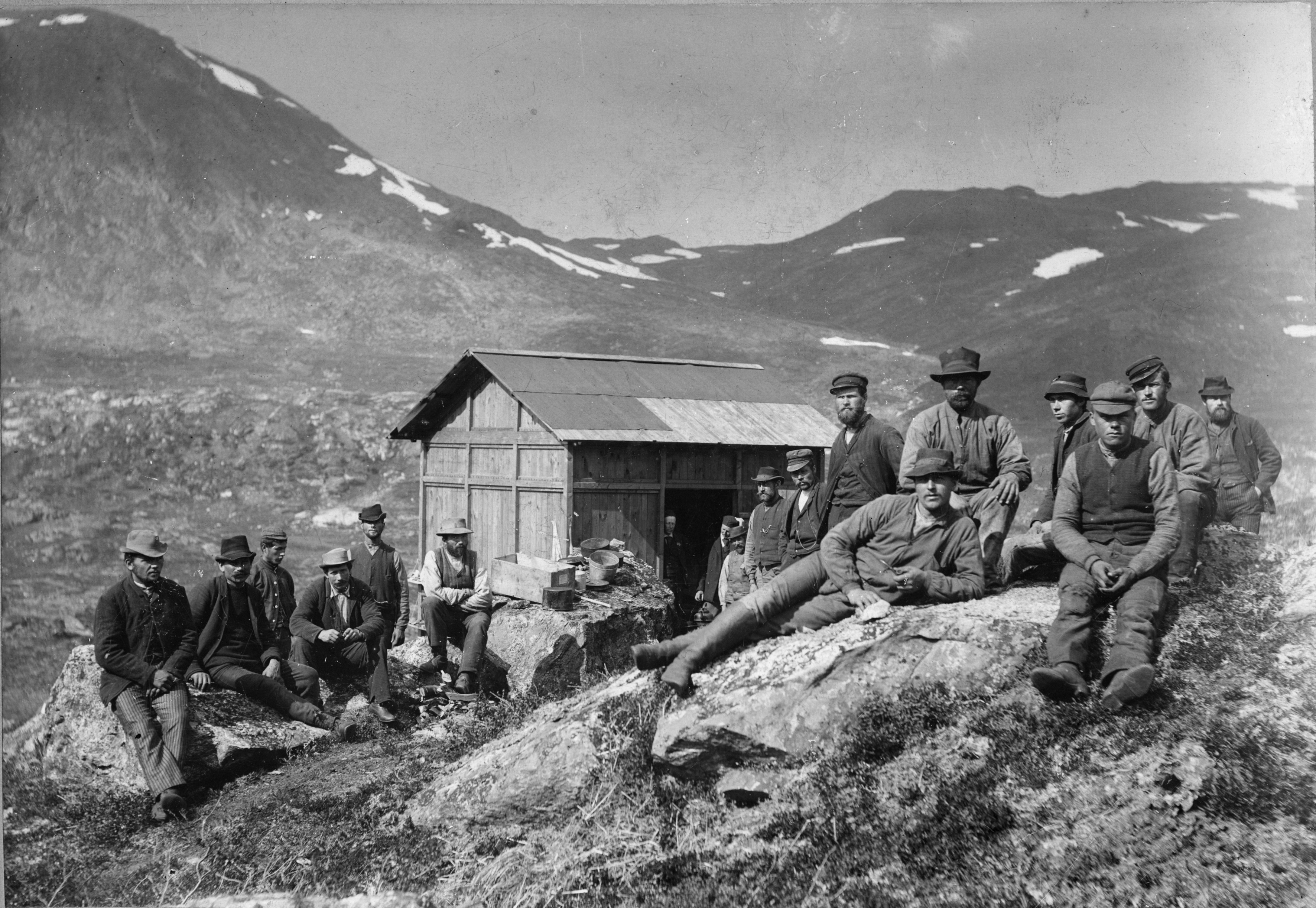
Gruvarbetare vid Sjangeli i slutet av 1800-talet.

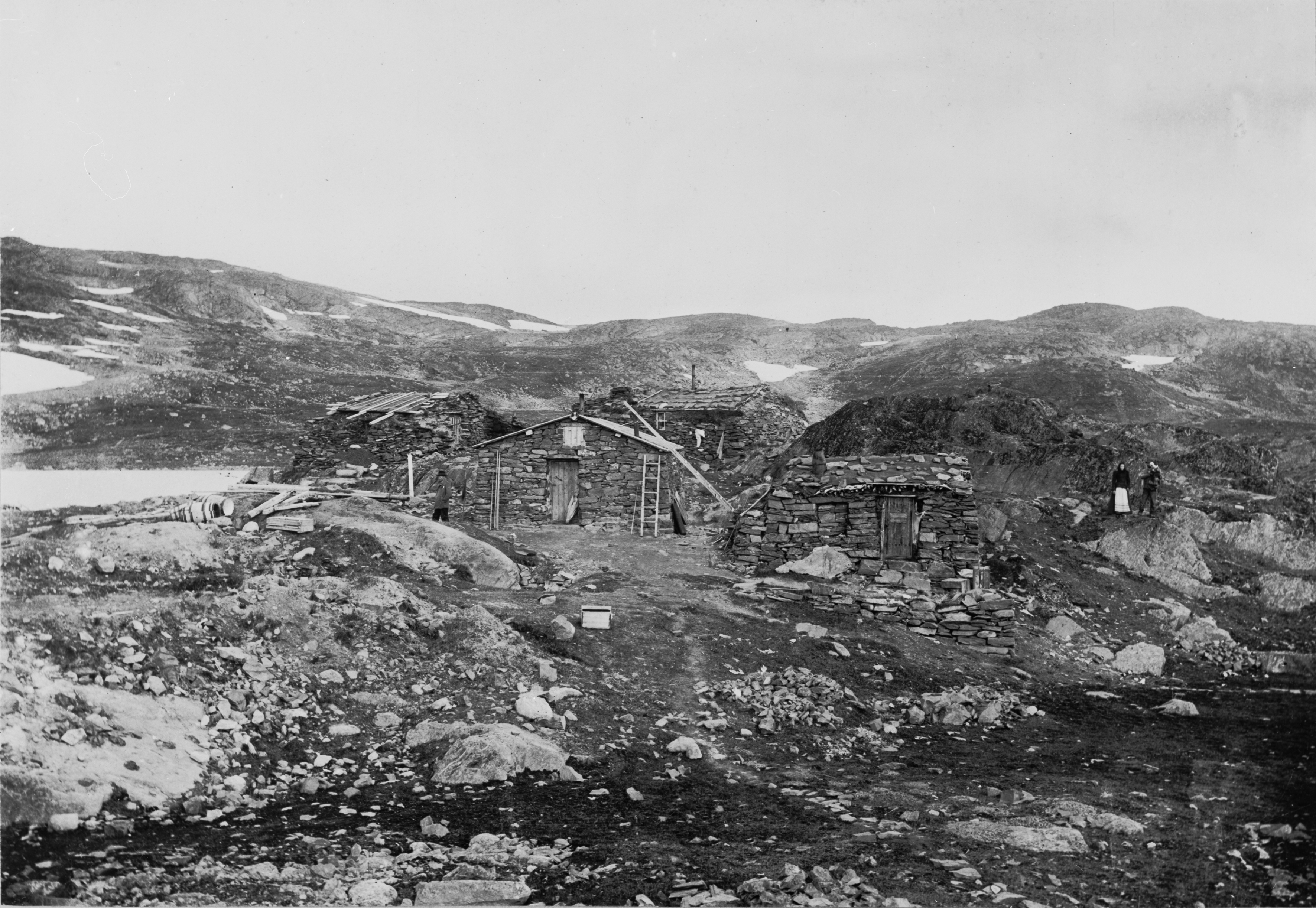
Baracker vid koppargruvan.

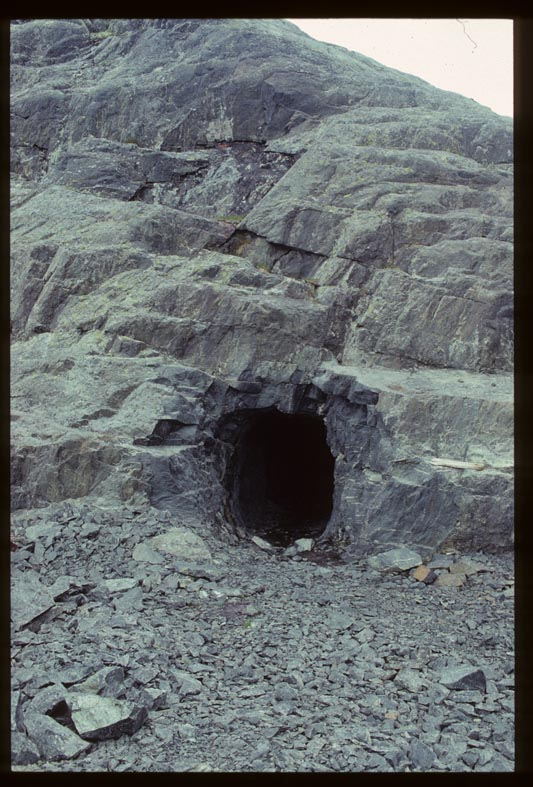
Gruvhål 1991. Foto: John-Eric Gustafsson/Riksantikvarieämbetet.

Sjangeli var en koppargruva på östra sidan av sjön Skáŋgalanjávri sydväst om Torne träsk i nordvästra Lappland omkring tre kilometer från gränsen mot Norge. Koppar började brytas här i slutet av 1600-talet och pågick i det första skedet fram till 1701. Därefter har malm brutits i perioder fram till 1910-talet. Idag finns här träbaracker, restaurerade stenhus och inhägnade, vattenfyllda gruvhål. 

## Historia

### Bakgrund
På 1650-talet hade brytning av kopparmalm inletts i Svappavaara, men efter kapitalbrist i gruvbolaget hade verksamheten lagts ned 1684. Merparten av befolkningen flyttade därifrån, men åtta arbetare bildade tillsammans ett bolag för att utvinna koppar ur varphögar efter den tidigare brytningen och stannade kvar tillsammans med ytterligare några arbetare och deras familjer. Denna utvinning gav dock mindre och mindre, varför det fanns ett stort intresse av att finna nya kopparfyndigheter för att inte den yrkeskunniga arbetskraften skulle lämna trakten.

### Upptäckt
Vid tinget i Jukkasjärvi 1696 dömdes en same vid namn Jöns Nilsson Junti från Siggevara till gatlopp. För att slippa detta straff erbjöd sig Jöns att visa upp ett rikt malmstreck för bruksarbetarna i Svappavaara mot att de betalade hans böter. Så skedde, och malmstrecket besiktigades. Kopparfyndigheten vid Skáŋgalanjávri omnämns för första gången i källorna den 1 juli 1696, då pärlfiskeinspektorn och lappfogden Salomon Steigman översände ett memorial och några malmprover till bergskollegium. I början av 1697 uppgav landshövding Gustaf Douglas att provet visat sig innehålla drygt 20 % koppar. Fyndigheten låg dock på kalfjället, långt från skog som kunde användas i ett smältverk, varför transporterna kunde antas bli svåra och dyra. Bergmästaren Barthold Sandlin inledde förhandlingar med samerna i Siggevara, som ingick ett avtal om vintertransporter med ren och ackja. Kol skulle forslas upp till Sjangeli och sovrad malm därifrån.

### Gruvbrytningens korta första period
I april 1700 inleddes gruvarbetet på allvar av Västerbottniska bergslagssocieteten. Arbetskraften uppgick till omkring 40 man och bestod av båtsmän från Gamla Karleby, arbetare från Svappavaara och Junosuando masugn samt några lokala samer. Arbetet leddes av gruvfogden Nils Servio. Arbetsfolket bodde till att börja med i en kåta, men snart uppfördes ett pörte där de kunde värma sig och torka sina kläder. Dessutom uppfördes en kammare, en proviantbod och en smedja. Brytningen visade sig dock vara en besvikelse, och redan efter 1701 övergavs gruvfältet.

### Hyttan i Vuolusjoki
Den första malmtransporten från Sjangeli utfördes 1698 och bestod av 24 renlass som gick till Svappavaara, där malmen smältes till råkoppar. Svappavaara låg dock mycket långt från gruvan, varför man beslöt sig för att bygga en ny hytta vid Vuolusjoki i nuvarande Kurravaara. I juli 1700 stod hyttan helt färdig med smedja, kvarn, pörte, bod och rosthus. Senare uppfördes också en stuga för bruksskrivaren. År 1701 smältes den första malmen i Vuolusjoki. När brytningen avbröts 1702 lämnades även hyttplatsen åt sitt öde och 1734 rapporterades byggnaderna vara mycket förfallna.
År 1749 återuppbyggdes hyttan av malmletaren Nils Petter Abrahamsson Fougt (1723–1793), som även anlade nybygget Kurravaara. I hyttan smältes då malm från både Sjangeli och några andra gruvor i trakten. Snart övergavs emellertid hyttan igen och fick förfalla. 

### Senare användning
Efter den första exploateringen bröts malm i Sjangeli i flera perioder: 1749–51, 1840–45, 1863, på 1880- och 1890-talen samt under 1910-talet. Under andra världskriget bodde Norrbottens skidlöparbataljon på platsen för att hålla uppsikt över gränsen mot Norge.

## Sjangeli i nutid
På platsen finns ett antal restaurerade stenhus samt rester av annan bebyggelse. Några baracker uppfördes för Norrbottens skidlöparbataljon under beredskapstiden i början av 1900-talet.
Fyra kilometer från Sjangeli ligger STF:s fjällstuga Unna Allakas.